# Brahmina flavipennis
Brahmina flavipennis är en skalbaggsart som beskrevs av Moser 1913. Brahmina flavipennis ingår i släktet Brahmina och familjen Melolonthidae. Inga underarter finns listade.